# Iana Klotchkova
 (janvier 2024).
Si vous disposez d'ouvrages ou d'articles de référence ou si vous connaissez des sites web de qualité traitant du thème abordé ici, merci de compléter l'article en donnant les références utiles à sa vérifiabilité et en les liant à la section « Notes et références ».
Iana Oleksandrivna Klotchkova (ukrainien : Яна Олександрівна Клочкова), née le 7 août 1982 à Simferopol, est une nageuse ukrainienne.

## Palmarès

### Jeux olympiques d'été
- Natation aux Jeux olympiques de 2004 à Athènes
  -  Médaille d'or du 200 mètres 4 nages
  -  Médaille d'or du 400 mètres 4 nages
- Natation aux Jeux olympiques de 2000 à Sydney
  -  Médaille d'or du 200 mètres 4 nages
  -  Médaille d'or du 400 mètres 4 nages
  -  Médaille d'argent du 800 mètres nage libre

### Championnats du monde de natation

#### En grand bassin
- Championnats du monde de natation 2003 à Barcelone
  -  Médaille d'or du 200 m 4 nages
  -  Médaille d'or du 400 m 4 nages
- Championnats du monde de natation 2001 à Fukuoka
  -  Médaille d'or du 400 m nage libre
  -  Médaille d'or du 400 m 4 nages
  -  Médaille d'argent du 200 m 4 nages
- Championnats du monde de natation 1998 à Perth
  -  Médaille d'argent du 400 m 4 nages

#### En petit bassin
- Championnats du monde 2002 à Moscou
  -  Médaille d'or du 200 m 4 nages
  -  Médaille d'or du 400 m 4 nages
  -  Médaille d'or du 400 m nage libre
- Championnats du monde 2000 à Athènes
  -  Médaille d'or du 200 m 4 nages
  -  Médaille d'or du 400 m 4 nages
  -  Médaille d'argent du 400 m nage libre
- Championnats du monde 1999 à Hong Kong
  -  Médaille d'or du 400 m 4 nages
  -  Médaille d'argent du 200 m 4 nages

### Championnats d'Europe de natation
- Championnats d'Europe en grand bassin
  - Championnats d'Europe de natation 2004 à Madrid
    -  Médaille d'or du 200 mètres 4 nages
    -  Médaille d'or du 400 mètres 4 nages
    -  Médaille d'argent du 4 × 100 mètres 4 nages
    -  Médaille de bronze du 400 mètres nage libre

  - Championnats d'Europe de natation 2002 à Berlin
    -  Médaille d'or du 200 mètres 4 nages
    -  Médaille d'or du 400 mètres 4 nages
    -  Médaille d'or du 400 mètres nage libres
    -  Médaille de bronze du 4 × 100 mètres 4 nages

  - Championnats d'Europe de natation 2000 à Helsinki
    -  Médaille d'or du 200 mètres 4 nages
    -  Médaille d'or du 400 mètres 4 nages
    -  Médaille d'or du 400 mètres nage libre

  - Championnats d'Europe de natation 1999 à Istanbul
    -  Médaille d'or du 200 mètres 4 nages
    -  Médaille d'or du 400 mètres 4 nages
    -  Médaille de bronze du 400 mètres nage libre

- Championnats d'Europe en petit bassin
  - Championnats d'Europe en petit bassin 2002 à Riesa
    -  Médaille d'or du 200 mètres 4 nages
    -  Médaille d'or du 400 mètres 4 nages
    -  Médaille d'argent du 400 mètres nage libre

  - Championnats d'Europe en petit bassin 2001 à Anvers
    -  Médaille d'or du 200 mètres 4 nages
    -  Médaille d'argent du 400 mètres nage libre
    -  Médaille d'argent du 400 mètres 4 nages

  - Championnats d'Europe en petit bassin 2000 à Valence
    -  Médaille d'or du 200 mètres 4 nages
    -  Médaille d'or du 400 mètres 4 nages

  - Championnats d'Europe en petit bassin 1999 à Lisbonne
    -  Médaille d'or du 200 mètres 4 nages
    -  Médaille d'or du 400 mètres 4 nages
    -  Médaille d'or du 400 mètres nage libre
    -  Médaille d'or du 800 mètres nage libre